# Semiothisa improcera
Semiothisa improcera là một loài bướm đêm trong họ Geometridae.